# Fraktion der Europäischen Volkspartei (Christdemokraten) und europäischer Demokraten
Die Fraktion der Europäischen Volkspartei und Europäischer Demokraten (EVP-ED) war eine Fraktion im Europäischen Parlament, die von 1999 bis 2009 existierte. Sie bestand aus der christlich-demokratischen Europapartei Europäische Volkspartei (EVP) sowie aus den Europäischen Demokraten (ED), einer Vereinigung von konservativen Parteien, die nicht den Status einer europäischen Partei hatten.
Die Fraktion entstand 1999 als Nachfolgerin der EVP-Fraktion. Bereits 1992 hatten sich dieser die Europäischen Demokraten zusammengeschlossen, die zuvor noch eine eigene Fraktion gebildet hatten. Während die EVP die christdemokratischen und konservativen Parteien der meisten europäischen Länder umfasste, bestanden die ED vor allem aus den britischen Konservativen sowie einigen kleineren Parteien. Mit zusammen 28,9 % der Stimmen und 181 Sitzen war die EVP-ED bei der Europawahl 1994 nach den Sozialdemokraten die zweitstärkste Fraktion. Bei der Europawahl 1999 wurde sie mit 233 der 626 Abgeordneten stärkste Fraktion, was sie auch bei der Europawahl 2004 verteidigen konnte. Zum Ende der Legislaturperiode 2004–09 hatte sie 288 Abgeordnete.
Letzter Vorsitzender der Fraktion war seit dem 9. Januar 2007 der Franzose Joseph Daul (UMP). Er folgte dem CDU-Politiker Hans-Gert Pöttering, der zum Präsidenten des Europäischen Parlaments gewählt wurde. Zum 1. Vizepräsidenten und Schatzmeister wurde der Österreicher Othmar Karas gewählt.
Allerdings kam es innerhalb der EVP-ED vor allem im Zusammenhang mit der Reform des politischen Systems der EU wiederholt zu Spannungen. Während die EVP im Wesentlichen einen integrationsfreundlichen Kurs verfolgte, waren die ED-Mitglieder deutlich europaskeptischer und lehnten etwa den Vertrag von Lissabon großteils ab. Vor der Europawahl 2009 kündigten führende Mitglieder der ED, nämlich die britischen Konservativen und die tschechische ODS, die Gründung einer neuen Organisation, der Bewegung für Europäische Reform an, die wieder zur Gründung einer eigenen Fraktion im Europaparlament führen sollte. Für diesen Plan gewannen sie auch die polnische PiS, ein führendes Mitglied der nationalkonservativen Europaparlamentsfraktion Union für ein Europa der Nationen. Nach der Wahl wurde die neue Fraktion unter dem Namen Fraktion der Europäischen Konservativen und Reformisten gegründet. Die EVP bildete ihrerseits wieder allein eine Fraktion, die Fraktion der Europäischen Volkspartei (Christdemokraten).

## Nationale Parteien in der Fraktion

### 5. Legislaturperiode 1999 bis 2004
| Land                   | Name                                                          | MdEP |
| ---------------------- | ------------------------------------------------------------- | ---- |
| Belgien                | Christen-Democratisch en Vlaams                               | 2    |
| Belgien                | Centre Démocrate Humaniste                                    | 1    |
| Belgien                | Mouvement Réformateur 2                                       | 1    |
| Belgien                | Christlich-Soziale Partei                                     | 1    |
| Dänemark               | Det Konservative Folkeparti                                   | 1    |
| Deutschland            | Christlich Demokratische Union Deutschlands                   | 43   |
| Deutschland            | Christlich-Soziale Union in Bayern                            | 10   |
| Estland 1              | Isamaaliit                                                    | 1    |
| Estland 1              | Erakond Res Publica                                           | 1    |
| Finnland               | Kansallinen Kokoomus                                          | 5    |
| Frankreich             | Union pour un mouvement populaire                             | 13   |
| Frankreich             | Union pour la démocratie française                            | 6    |
| Frankreich             | Unabhängige                                                   | 2    |
| Griechenland           | Nea Dimokratia                                                | 9    |
| Irland                 | Fine Gael                                                     | 4    |
| Irland                 | Unabhängiger                                                  | 1    |
| Italien                | Forza Italia                                                  | 22   |
| Italien                | Democrazia è Libertà – La Margherita                          | 4    |
| Italien                | Unione dei Democratici Cristiani e Democratici di Centro      | 4    |
| Italien                | Unione dei democratici per l’Europa                           | 2    |
| Italien                | Südtiroler Volkspartei                                        | 1    |
| Italien                | Partito Pensionati                                            | 1    |
| Lettland 1             | Jaunais laiks                                                 | 2    |
| Lettland 1             | Tautas partija                                                | 2    |
| Lettland 1             | Latvijas Pirmá Partija                                        | 1    |
| Litauen 1              | Tėvynės Sąjunga                                               | 1    |
| Litauen 1              | Lietuvos krikščionys demokratai                               | 1    |
| Litauen 1              | Valstieciu ir Naujosios demokratijos partiju sajunga          | 1    |
| Luxemburg              | Christlich Soziale Volkspartei                                | 2    |
| Malta 1                | Partit Nazzjonalista                                          | 3    |
| Niederlande            | Christen-Democratisch Appèl                                   | 9    |
| Österreich             | Österreichische Volkspartei                                   | 7    |
| Polen 1                | Platforma Obywatelska                                         | 5    |
| Polen 1                | Polskie Stronnictwo Ludowe                                    | 5    |
| Polen 1                | Blok Senat                                                    | 1    |
| Polen 1                | Stronnictwo Konserwatywno-Ludowe                              | 1    |
| Polen 1                | Ruch Społeczny Akcja Wyborcza Solidarność                     | 1    |
| Portugal               | Partido Social Democrata                                      | 9    |
| Schweden               | Moderata samlingspartiet                                      | 5    |
| Schweden               | Kristdemokraterna                                             | 2    |
| Slowakei 1             | Kresťanskodemokratické hnutie                                 | 2    |
| Slowakei 1             | Slovenská demokratická a kresťanská únia                      | 3    |
| Slowakei 1             | Magyar Koalíció Pártja                                        | 2    |
| Slowenien 1            | Slovenska demokratska stranka                                 | 1    |
| Slowenien 1            | Slovenska Ljudska Stranka                                     | 1    |
| Slowenien 1            | Nova Slovenija                                                | 1    |
| Spanien                | Partido Popular                                               | 27   |
| Spanien                | Uniò Democràtica Catalunya                                    | 1    |
| Tschechien 1           | Občanská demokratická strana                                  | 8    |
| Tschechien 1           | Křesťanská a demokratická unie – Československá strana lidová | 3    |
| Tschechien 1           | Unie svobody – Demokratická unie                              | 1    |
| Tschechien 1           | Unabhängiger                                                  | 1    |
| Ungarn 1               | Fidesz – Magyar Polgári Szövetség                             | 9    |
| Ungarn 1               | Magyar Demokrata Fórum                                        | 3    |
| Vereinigtes Königreich | Conservative Party                                            | 36   |
| Vereinigtes Königreich | Ulster Unionist Party                                         | 1    |
| Zypern 1               | Dimokratikos Synagermos                                       | 2    |

### 6. Legislaturperiode 2004 bis 2009
| Land                   | Name                                                          | MdEP |
| ---------------------- | ------------------------------------------------------------- | ---- |
| Belgien                | Christen-Democratisch en Vlaams                               | 3    |
| Belgien                | Nieuw-Vlaamse Alliantie                                       | 1    |
| Belgien                | Centre Démocrate Humaniste                                    | 1    |
| Belgien                | Christlich-Soziale Partei                                     | 1    |
| Bulgarien              | Graschdani sa Ewropejsko Raswitie na Balgarija                | 5    |
| Dänemark               | Det Konservative Folkeparti                                   | 1    |
| Estland                | Isamaaliit                                                    | 1    |
| Finnland               | Kansallinen Kokoomus                                          | 4    |
| Frankreich             | Union pour un mouvement populaire                             | 17   |
| Deutschland            | Christlich Demokratische Union Deutschlands                   | 40   |
| Deutschland            | Christlich-Soziale Union in Bayern                            | 9    |
| Griechenland           | Nea Dimokratia                                                | 11   |
| Irland                 | Fine Gael                                                     | 5    |
| Italien                | Forza Italia                                                  | 16   |
| Italien                | Unione dei Democratici Cristiani e Democratici di Centro      | 5    |
| Italien                | Popolari-Unione Democratici per l’Europa                      | 1    |
| Italien                | Partito Pensionati                                            | 1    |
| Italien                | Südtiroler Volkspartei                                        | 1    |
| Lettland               | Jaunais laiks                                                 | 2    |
| Lettland               | Tautas partija                                                | 1    |
| Litauen                | Tėvynės Sąjunga                                               | 2    |
| Luxemburg              | Christlich Soziale Volkspartei                                | 3    |
| Malta                  | Partit Nazzjonalista                                          | 2    |
| Niederlande            | Christen-Democratisch Appèl                                   | 7    |
| Österreich             | Österreichische Volkspartei                                   | 6    |
| Polen                  | Platforma Obywatelska                                         | 14   |
| Polen                  | Polskie Stronnictwo Ludowe                                    | 1    |
| Portugal               | Partido Social Democrata                                      | 7    |
| Portugal               | Centro Democrático e Social – Partido Popular                 | 2    |
| Rumänien               | Partidul Democrat                                             | 13   |
| Rumänien               | Partidul Liberal Democrat                                     | 3    |
| Rumänien               | Uniunea Democrată Maghiară din România                        | 2    |
| Rumänien               | Unabhängiger                                                  | 1    |
| Schweden               | Moderata samlingspartiet                                      | 4    |
| Schweden               | Kristdemokraterna                                             | 2    |
| Slowakei               | Kresťanskodemokratické hnutie                                 | 3    |
| Slowakei               | Slovenská demokratická a kresťanská únia                      | 3    |
| Slowakei               | Magyar Koalíció Pártja                                        | 2    |
| Slowenien              | Nova Slovenija                                                | 2    |
| Slowenien              | Slovenska demokratska stranka                                 | 2    |
| Spanien                | Partido Popular                                               | 24   |
| Tschechien             | Občanská demokratická strana                                  | 9    |
| Tschechien             | Evropští demokraté                                            | 1    |
| Tschechien             | Křesťanská a demokratická unie – Československá strana lidová | 2    |
| Tschechien             | SNK sdružení nezávislých                                      | 2    |
| Ungarn                 | Fidesz – Magyar Polgári Szövetség                             | 12   |
| Ungarn                 | Magyar Demokrata Fórum                                        | 1    |
| Vereinigtes Königreich | Conservative Party                                            | 27   |
| Vereinigtes Königreich | Ulster Unionist Party                                         | 1    |
| Zypern                 | Dimokratikos Synagermos                                       | 2    |
| Zypern                 | Gia tin Evropi                                                | 1    |